# Karl Johan Åström
Karl Johan Åström (Östersund, 5 de agosto de 1934) é um engenheiro sueco.
Trabalha com engenharia de controle, com foco em controle digital e controle adaptativo.

## Publicações
- 1970 - Introduction to Stochastic Control. Academic Press, 1970; Dover, 2006.
- 1989 - Adaptive Control. Com B Wittenmark. Addison-Wesley, 1989.
- 1996 - Computer-controlled Systems, Theory and Design. Com B Wittenmark. Prentice Hall, 1996.
- 2005 - Advanced PID Control. Com T Hägglund. ISA, 2005.
- 2008 - Feedback Systems: An Introduction for Scientists and Engineers.  Com R. Murray.  Princeton University Press, 2008.[1]

Revistas (selecionadas)
- KJ Åström, B Wittenmark. "On self-tuning regulators," Automatica, vol. 9, p. 185–199, 1973.